# Laphria unifascia
Laphria unifascia är en tvåvingeart som beskrevs av Walker 1856. Laphria unifascia ingår i släktet Laphria och familjen rovflugor. Inga underarter finns listade i Catalogue of Life.